# 特效化妆师大对决
《特效化妆师大对决》（英語：Face Off）是美国一部真人秀节目，本节目比拼的是选手在模特身上制作科幻和恐怖电影中的人体特效，节目由3次获得奥斯卡金像奖的化妆师Ve Neill（《剪刀手爱德华》），化妆特效师Glenn Hetrick（《吸血鬼猎人巴菲》、《饥饿游戏》）以及视效生物设计师Patrick Tatopoulos（《全面回忆》、《生化危机3：灭绝》）担任裁判；而本节目在主打科幻的Syfy电视台播放。从第三季起评委Patrick Tatopoulos被角色和概念设计师Neville Page（《守望者》《星际迷航》《科洛弗档案》《阿凡达》）所替换。目前正在播放第六季。